# Carpotroche longifolia
Carpotroche longifolia är en tvåhjärtbladig växtart som först beskrevs av Poeppig, och fick sitt nu gällande namn av George Bentham. Carpotroche longifolia ingår i släktet Carpotroche och familjen Achariaceae. Inga underarter finns listade i Catalogue of Life.